# فينيان

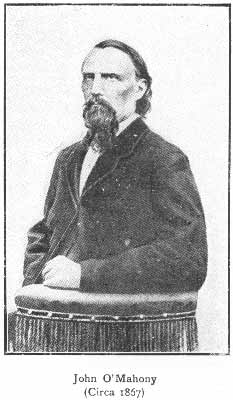

الفينيان (fenians)، حركة ثورية قام بها الثوار الوطنيون في بريطانيا في منتصف القرن الثامن عشر وكانت تنادي باستقلال جزيرة أيرلندا عن بريطانيا، وقد أطلق أصحاب هذه الحركة اسم فينيان عليها تيمنا بالملك الأسطوري فانيوس (Phoeniz)، وهو أحد ملوك جزيرة أيرلندا، وفي شهري شباط وآذار من عام 1867م، قام مؤيدو الحركة بتنظيم انتفاضات مسلحة فقمعت بوحشية، وحكم على قادة الحركة بالسجن ثم نفذ فيهم حكم الإعدام.